# Klotet
Klotet is een Zweedse band uit de omgeving van Uppsala. In 2006 komen de leden bij elkaar; in 2007 wordt hun debuutalbum En Rak Höger opgenomen. De band zegt zelf beïnvloed te zijn door King Crimson, Bo Hansson en het Italiaanse Goblin.

## Musici
- Mikal Styrke – slagwerk en percussie
- Milve Sofia Rydahl - toetsen
- David Hallberg – basgitaar
- Påhl Sundström – gitaar
- Erik Sundström - geluidseffecten

## En Rak Höger
Het eerste muziekalbum van Klötet bevat melodieuze rock, waarbij dan weer de gitaren en dan weer de toetsen de hoofdrol spelen.

### Tracklist
Allen van de band; meeste inbreng Styrke en Hallberg:
1. Jagad Av Satan (2 :20)
2. Vanlig Dag Pa Jobbet, Snutjävel (3:37)
3. En Rak Höger Sa Att Glasögonen Rök (4:36)
4. Tulpandrakula (4:17)
5. Den Felande Länken (2:48)
6. Skrankel (0:49)
7. Allt Är Inte Farligt (3:48)
8. Är Detta Humor ? (3:49)
9. Makt Korrumperar (4:50)
10. Kontrollapparat (3:31)
11. Bäklangesmannen (0:38)
12. Den Meningslösa Maskinen (1:34)
13. Ugglor I Mossen (5:11)
14. Splittring (4:30)

Track 12-14 zijn opgenomen door Jon Eriksson in 2005; hij is de vroegere basgitarist van de band.